# Wolfgang Burger
Wolfgang Burger (* 3. Oktober 1952 in Oberwihl; † 8. Dezember 2024 in Regensburg) war ein deutscher Ingenieur und Schriftsteller von Kriminalromanen.

## Leben und Werk
Burger wuchs in Bad Säckingen auf und studierte an der Universität Karlsruhe Elektro- und Medizintechnik. 1993 wurde er zum Doktoringenieur promoviert. Bis 2015 leitete er hauptberuflich eine Forschungsabteilung des Instituts für Produktentwicklung am Karlsruher Institut für Technologie.
Kriminalromane verfasste er seit 1995. Er lebte abwechselnd in Karlsruhe und Regensburg und war verheiratet mit der Krimiautorin Hilde Artmeier. Burger hatte drei Töchter.
Die Mehrzahl seiner Kriminalromane spielen in den nordbadischen Städten Karlsruhe und Heidelberg und können als Regionalkrimis eingestuft werden, wenngleich der Autor selbst diese Kategorisierung nicht sehr schätzte.
Hauptfigur und Ich-Erzähler der Heidelberger Krimireihe ist Kriminaloberrat Alexander Gerlach. Der Mittvierziger ist Chef der Kriminalpolizei Heidelberg, Freund des Jazz und der Frauen, verwitwet und Vater von Zwillingstöchtern im Teenager-Alter. Neben der Handlung stehen das Verhältnis zu den beiden Töchtern, die romantische Affäre zu seiner Geliebten Theresa und das Verhältnis zu seinen Untergebenen Sven Balke und Klara Vangelis sowie zu seiner Sekretärin Sonja „Sönnchen“ Walldorf im Fokus der Romane.
Die Gerlach-Krimis standen mehrfach in der Spiegel-Bestsellerlisten für Romane.
Gemeinsam mit seiner Gattin Hilde Artmeier entstanden die Thriller Gleißender Tod (2019) und dessen Fortsetzung Schmutziges Gift (2021), beide beim Knaur Verlag erschienen.

## Werke

### Kommissar-Petzold-Reihe
1. Mordsverkehr, Zebulon, Köln 1998, ISBN 978-3-928679-56-5.
2. Marias Sohn, Elefanten Press, Berlin 2000, ISBN 978-3-88520-914-0.
3. Projekt Dark Eye, Espresso, Berlin 2001, ISBN 978-3-88520-921-8 (Flächenbrand (überarbeitete Neuauflage von Projekt Dark Eye), Emons Verlag, Köln 2003, ISBN 978-3-89705-330-4).
4. Abgetaucht, Emons Verlag, Köln 2003, ISBN 978-3-89705-303-8.
5. Ausgelöscht, Emons Verlag, Köln 2006, ISBN 978-3-89705-428-8.

### Alexander-Gerlach-Reihe
1. Heidelberger Requiem, Piper Verlag, München 2005, ISBN 978-3-492-24217-2.
2. Heidelberger Lügen, Piper Verlag, München 2006, ISBN 978-3-492-24491-6.
3. Heidelberger Wut, Piper Verlag, München 2007, ISBN 978-3-492-24786-3.
4. Schwarzes Fieber, Piper Verlag, München 2008, ISBN 978-3-492-25119-8.
5. Echo einer Nacht, Piper Verlag, München 2009, ISBN 978-3-492-25240-9.
6. Eiskaltes Schweigen, Piper Verlag, München 2010, ISBN 978-3-492-25473-1.
7. Der fünfte Mörder, Piper Verlag, München 2011, ISBN 978-3-492-25743-5.
8. Die falsche Frau, Piper Verlag, München 2012, ISBN 978-3-492-27258-2.
9. Das vergessene Mädchen, Piper Verlag, München 2013, ISBN 978-3-492-27259-9.
10. Die dunkle Villa, Piper Verlag, München 2014, ISBN 978-3-492-30337-8.
11. Tödliche Geliebte, Piper Verlag, München 2014, ISBN 978-3-492-06006-6.
12. Drei Tage im Mai, Piper Verlag, München 2015, ISBN 978-3-492-06018-9.
13. Schlaf, Engelchen, schlaf, Piper Verlag, München 2016, ISBN 978-3-492-06030-1.
14. Die linke Hand des Bösen, Piper Verlag, München 2017, ISBN 978-3-492-06031-8.
15. Wen der Tod betrügt, Piper Verlag, München 2018, ISBN 978-3-492-06032-5.
16. Wenn Rache nicht genügt. Ein Fall für Alexander Gerlach, Piper Verlag, München 2019, ISBN 978-3-492-06153-7.
17. Der sanfte Hauch des Todes. Ein Fall für Alexander Gerlach, Piper Verlag, München 2020, ISBN 978-3-492-06154-4.
18. Am Ende des Zorns. Ein Fall für Alexander Gerlach, Piper Verlag, München 2021, ISBN 978-3-492-06231-2.
19. Als die Nacht am tiefsten war. Ein Fall für Alexander Gerlach. Piper Verlag, München 2022, ISBN 978-3-492-06232-9.
20. Im kalten Licht des Morgens. Ein Fall für Alexander Gerlach. Piper Verlag, München 2024, ISBN 978-3-492-06440-8.

### Sonstige Kriminalromane
- Der Mord des Hippokrates, Leda, Leer 2003, ISBN 978-3-939689-36-2.
- Gleißender Tod : Thriller (zusammen mit Hilde Artmeier), Knaur, München 2019, ISBN 978-3-426-52228-8.
- Schmutziges Gift : Thriller (zusammen mit Hilde Artmeier), Knaur, München 2021, ISBN 978-3-426-52586-9.